# 佐兰·塔利奇
佐兰·塔利奇（1990年6月23日—），克罗地亚男子田径运动员。他曾代表克罗地亚参加2012年、2016年和2020年夏季残疾人奥林匹克运动会田径比赛，获得二枚银牌。